# Kristina, furstinna av Mecklenburg
Kristina (levde ännu 1248 i Satow) var svenska och maka till furst Henrik Burwin II av Mecklenburg (död 1226).
Kristina har på ganska vaga grunder pekats ut som dotter till svenska kungaparet Sverker den yngre (stupad 1210) och Benedicta Ebbesdotter (Hvide). Det är inte känt huruvida kung Sverker hade en dotter vid namn Kristina. Det är däremot känt att jarlen Birger Brosa (död 1202) verkligen hade en dotter vid namn Kristina, vars vidare öde är okänt.
Kronologiskt sett skulle Kristina även kunna ha varit dotter till kung Knut Eriksson (död 1195/1196). Detta kan dock ej stämma då Kristinas son, Henrik Burwin III av Mecklenburg, äktade en dotter till kung Erik Knutsson.

## Äktenskap och barn
Kristina gifte sig kring 1194/1205 med furst Henrik Burwin II av Mecklenburg (död 1226). Paret fick följande barn:
1. Johan I av Mecklenburg, (död 1264), furste av Mecklenburg
2. Pribislav II (levde 1270), furste av Mecklenburg-Parchim
3. Henrik Burwin III av Mecklenburg (död 1277/1278), furste av Mecklenburg-Rostock
4. Nikolaus I av Werle (död 1277), furste av Mecklenburg i Werle-Güstrow
5. Margareta (död före 1284), gift med greve Günzel III av Schwerin (död 1274)
6. Mechtild av Mecklenburg (död 23 november 1270), gift med hertig Sambor II av Pommerellen (död 1278/1279)

Som änka levde Kristina ännu 20 maj 1248, då som eremit i Satow.